# Bud Taylor
Bud Taylor est un boxeur américain né le 22 juillet 1903 à Terre Haute, Indiana, et mort le 9 mars 1962.

## Carrière
Passé professionnel en 1920, il devient champion du monde des poids coqs de la National Boxing Association (NBA, ancêtre de la WBA) le 24 juin 1927 en battant aux points Tony Canzoneri. Taylor est destitué en mai 1928 pour ne pas avoir remis sa ceinture en jeu en raison de problèmes de poids et poursuit sa carrière en super-coqs jusqu'en 1931. Son palmarès est de 117 victoires, 31 défaites (dont celle en 1930 contre le français Maurice Holtzer) et 16 matchs nuls.

## Distinction
- Bud Taylor est membre de l'International Boxing Hall of Fame depuis 2005[2].